# Cercavila de l'Imaginari de Vilanova i la Geltrú

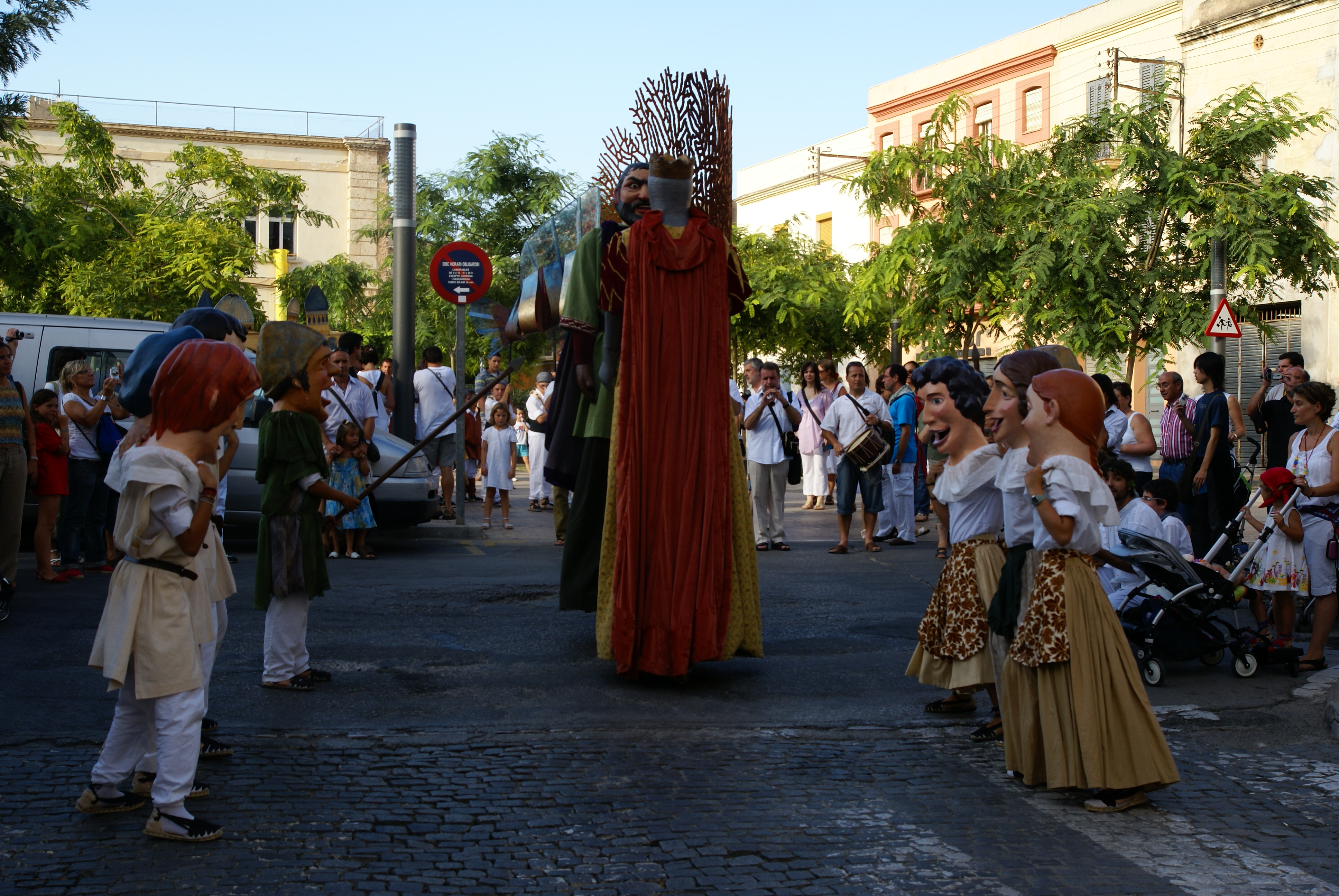
Ball de la Fundació de la Vila Nova

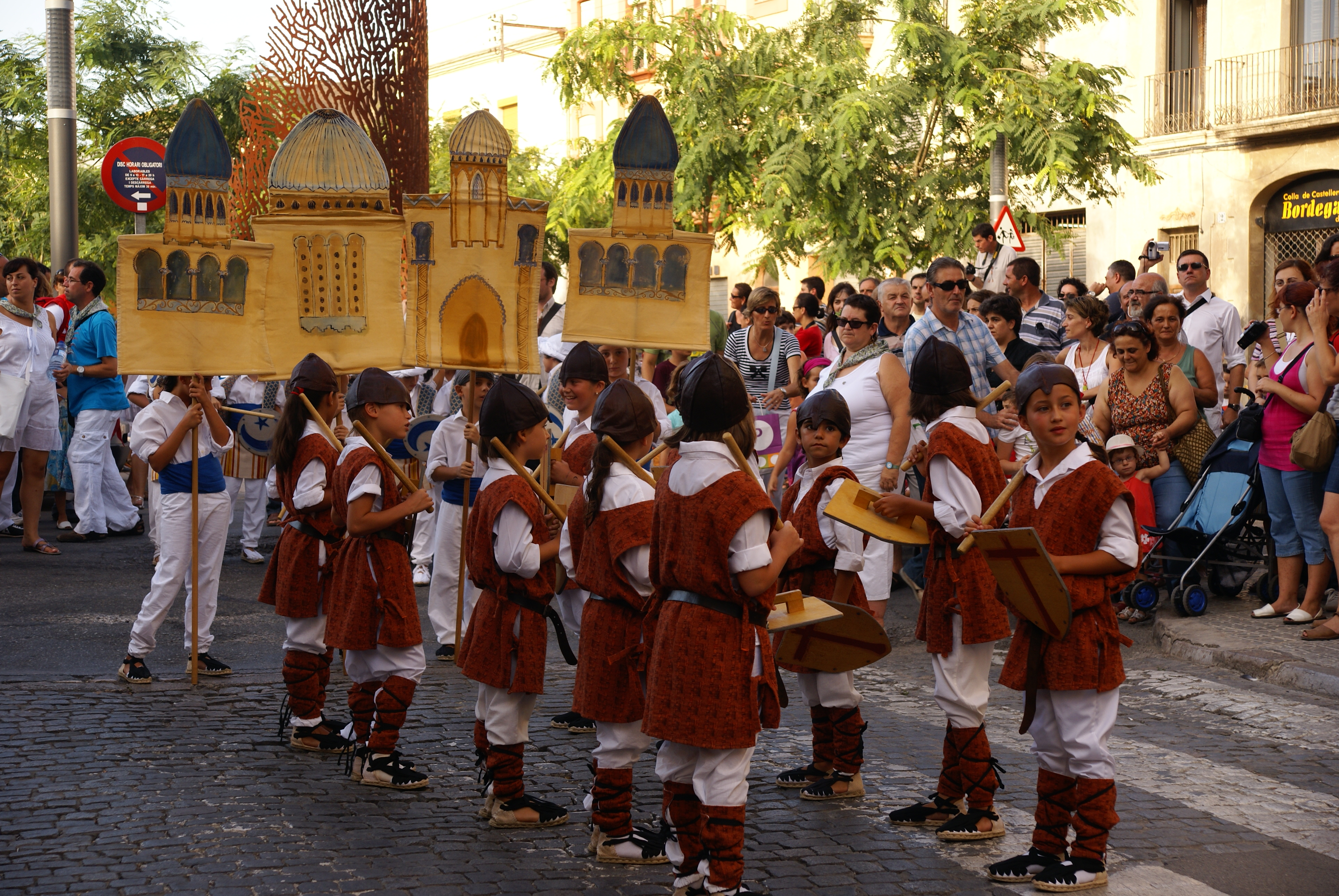
Ball de Miralpeix

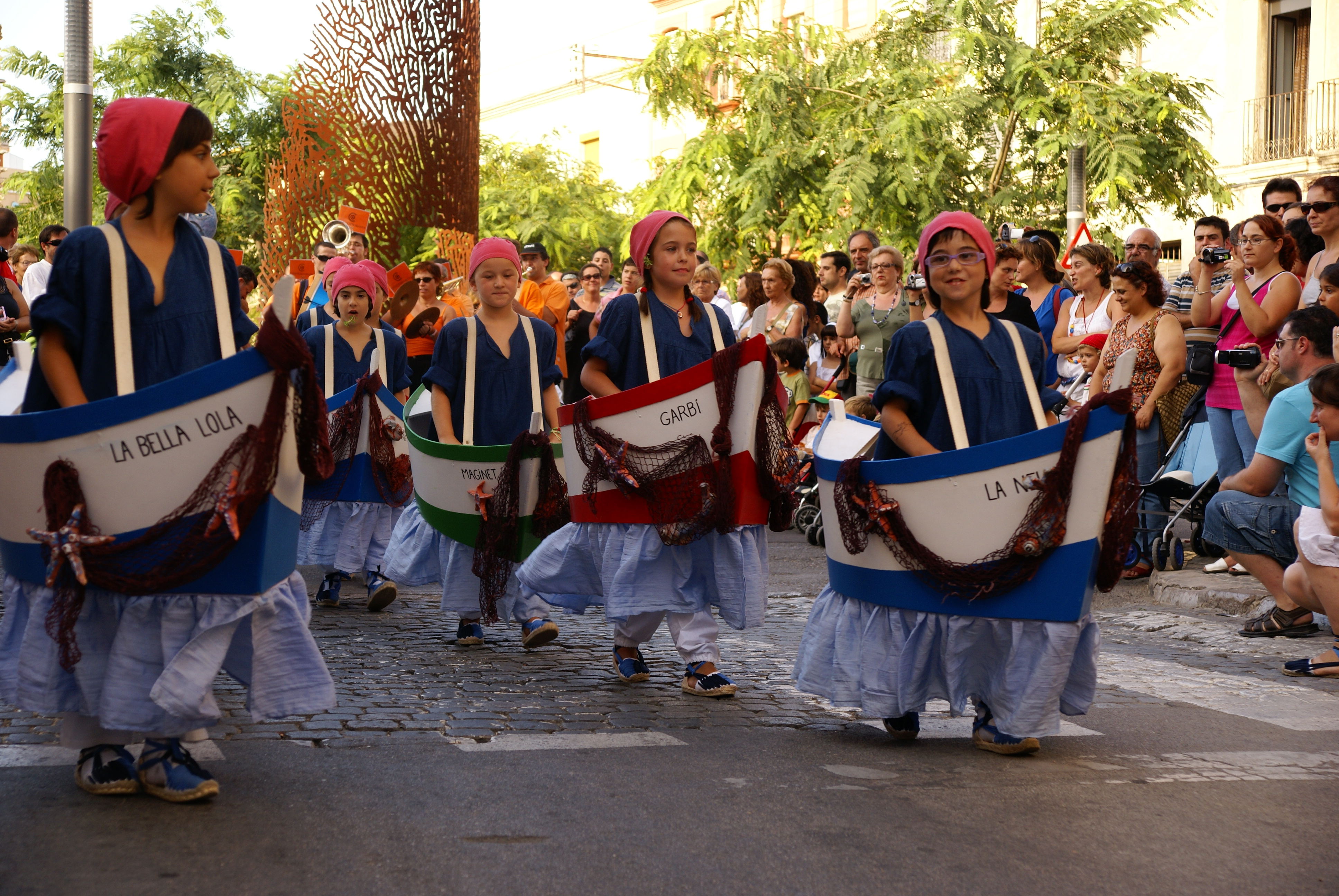
Ball de Pescadors

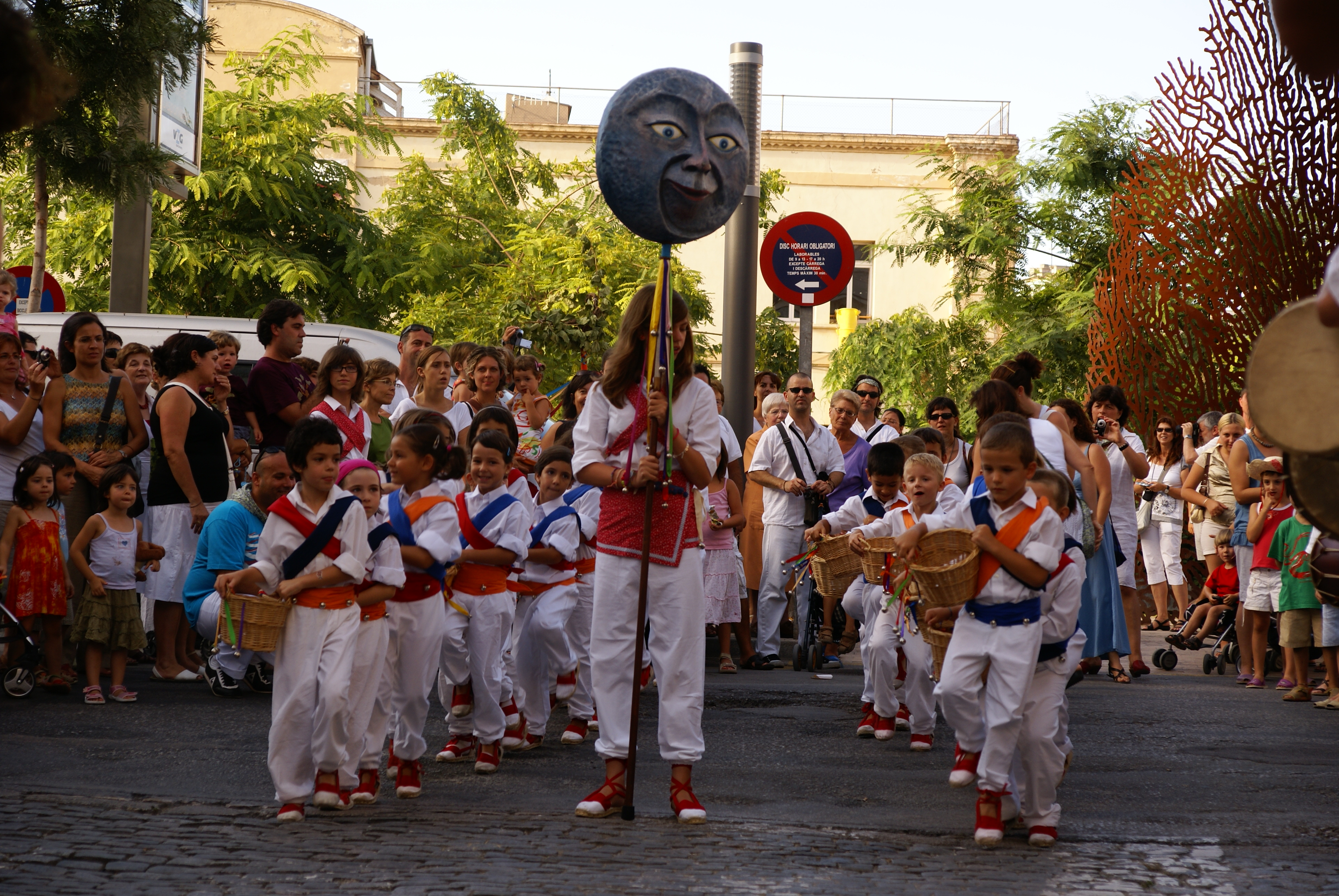
Ball de la lluna en un cove

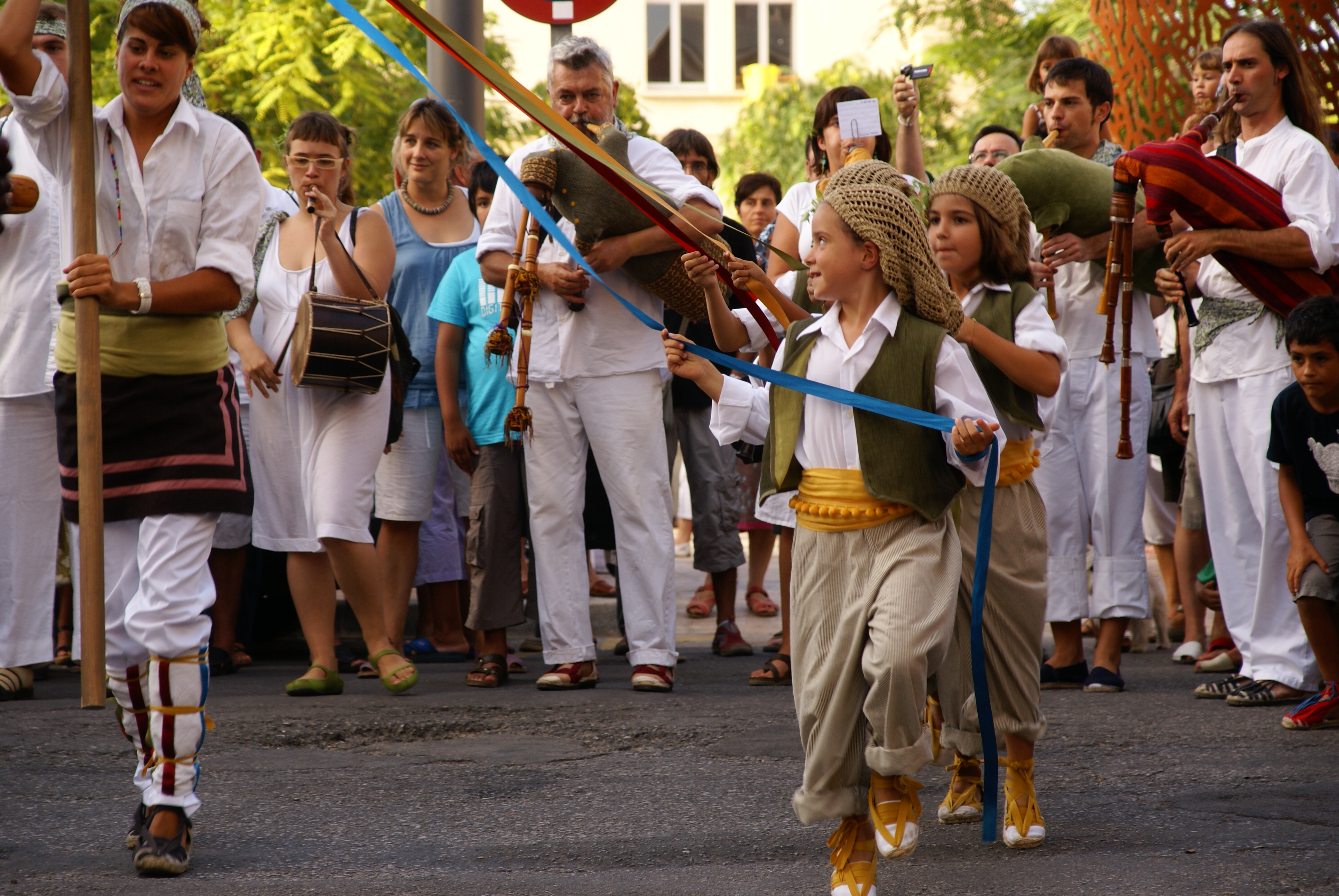
Ball del Cep

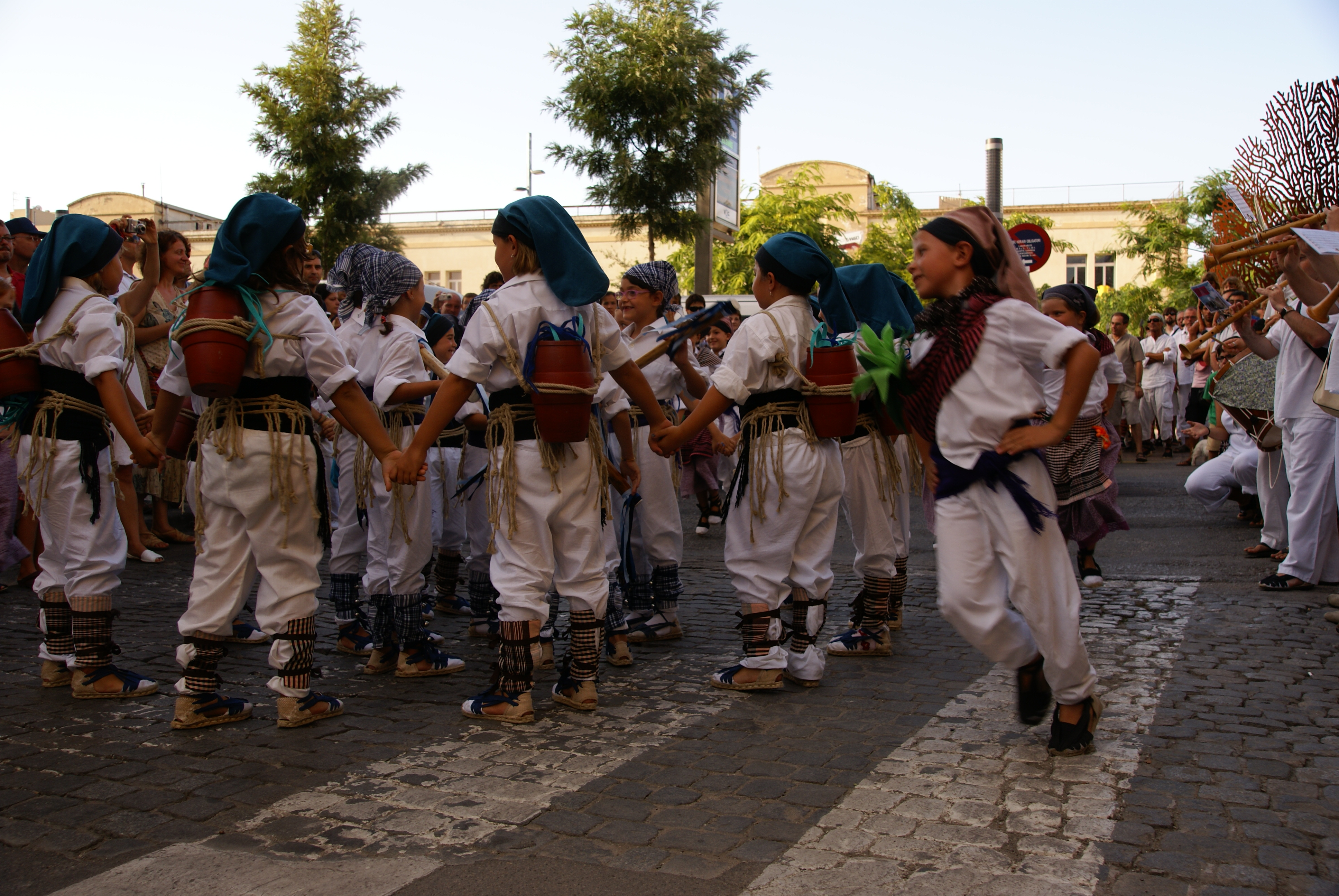
Ball de la Sínia

La Cercavila de l'Imaginari és una cercavila popular infantil que se celebra en el marc de la Festa Major de les Neus de Vilanova i la Geltrú el dia 6 d'agost.
Aquesta cercavila es va estrenar al 1999, com a iniciativa per augmentar els espais de participació dels infants durant la Festa Major. Al contrari de moltes poblacions, no es va voler crear una rèplica en petit dels balls dels adults sinó ampliar la festa amb nous elements de la història local. Els balladors són tots nens i nenes d'entre 6 i 16 anys.
La cercavila està integrada per un seguit de balls i entremesos, gegants i bestiari que representen diferents llegendes, contes i fets històrics de la ciutat i la comarca. En el seu inici van sortir 5 balls, als que després se n'afegiren 3 més.

## Ball de la Fundació de la Vila Nova
Ball format per dos gegantons, que representen el feudal de la Geltrú i el Rei Jaume I, i deu nans, que representen els vilatans, que ballen acompanyats de gralles. S'inspira en la llegenda de la fundació de Vilanova quan Jaume I concedeix als vilatans exiliats de La Geltrú el dret a viure en els terrenys de la Vila Nova de Cubelles.

## Ball de Miralpeix
És un ball de bastons inspirat en les festes de Moros i Cristians. Hi participen dues fileres de persones, uns sarraïns i els altres cristians, un peix articulat i uns penons que simbolitzen un castell. S'inspira en la llegenda de la conquesta de Miralpeix, una antiga fortalesa a la costa del Garraf, en què els cristians van fer sortir els sarraïns de la fortalesa fent-los creure que havien pescat un peix immens, tot cridant: Mira el peix!.

## Ball de Pescadors
És un ball de cotonines, però amb barquetes, en homenatge als pescadors del llogarret conegut com a Ça Llacuna, prop de La Geltrú, que sortien a la mar a pescar. Va acompanyat d'una cobla.

## Ball de la Lluna en un Cove
Ball en què els balladors danses en una rotllana amb cistells a les mans al voltant d'un estaquirot amb una lluna plena. S'inspira en una de les llegendes més populars a Vilanova, la d'un pescador que amb un cove de vímet volia atrapar la lluna, veient-la reflectida al mar. Va acompanyat de flabiol.

## Ball del Cep
Ball inspirat en el que els balls de gitanes fan al voltant d'un pal, o potser vinculat a danses similars al voltant de l'arbre de maig. Representa els veremadors dansant al voltant d'un cep de vinya. Va acompanyat de flabiol i tamborí i va ser estrenat el 2004.

## Ball de la Sínia
Ball inspirat en l'ús de la sínia per extreure aigua i regar les verdures de l'horta vilanovina. Els balladors dansen fent girar uns pals de pluja. Va ser estrenat el 2006.

## Ball de les Coves de Ribes
Ball en que una cucafera serpenteja mentre un grup de soldats amb una llança s'hi enfronten. S'inspira en el monstre que es creu que va viure en les cavernes prop de Sant Pere de Ribes. Va acompanyat d'una formació de ministrils.

## Ball de l'Arribada del Ferrocarril
Ball que simula l'arribada del tren a Vilanova i la Geltrú. L'escenificació és força elaborada, i hi intervenen uns obrers que a força de pic i pala aconsegueixen obrir-se pas a través d'uns penons que simulen la muntanya. Quan ho aconsegueixen, un tren carregat de passatgers la travessa. Es va estrenar l'any 2000.